# Orquestra Filarmónica de Monte Carlo

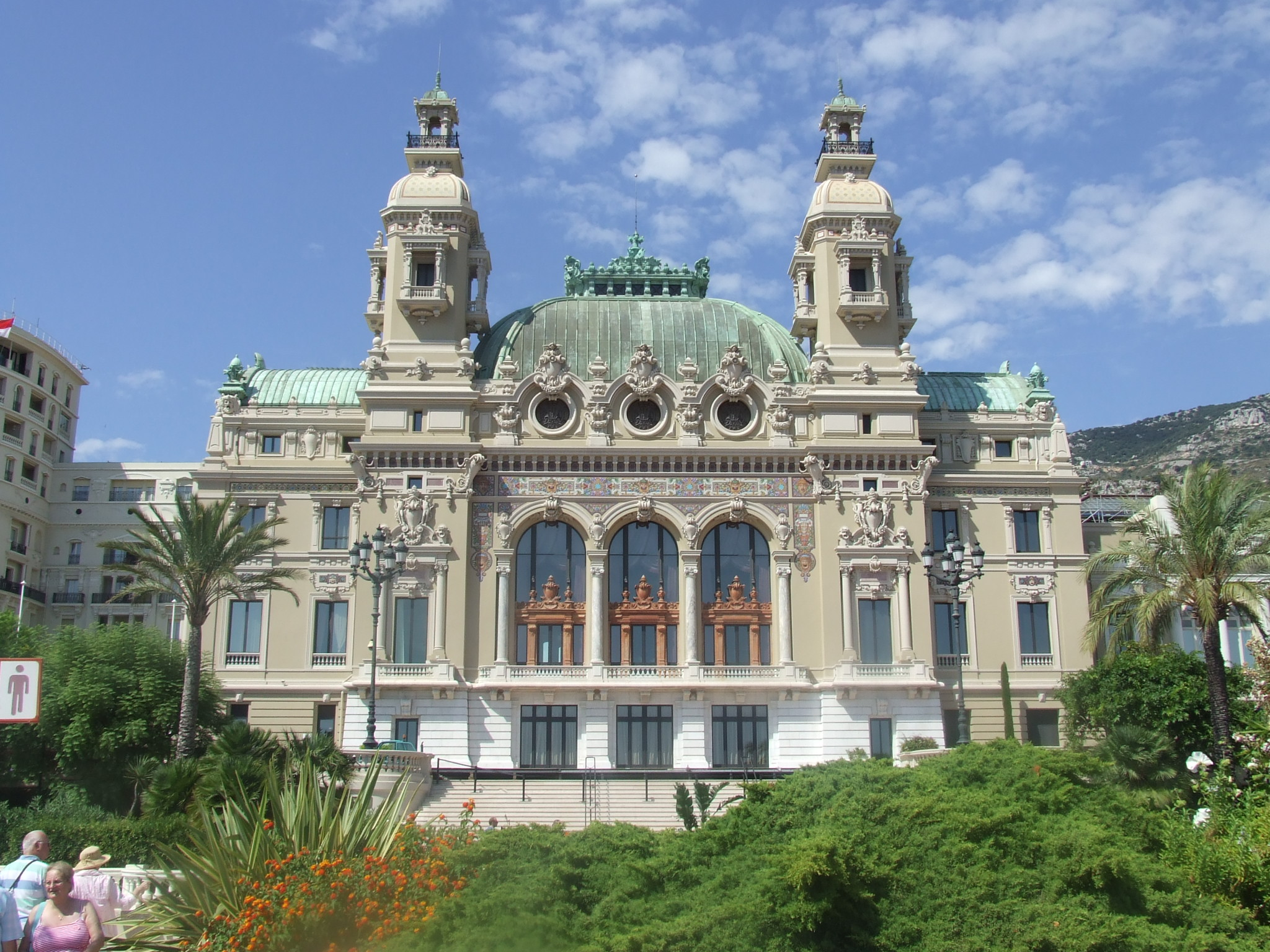
The Monte Carlo Opera House, designed by Charles Garnier.

A Orquestra Filarmónica de Monte Carlo (em francês: Orchester Philharmonique de Monte-Carlo) é a principal orquestra do principado do Mónaco. Foi fundada em 1856. 

## Maestros Principais
- Marek Janowski (2000–)
- James DePreist (1994–1998)
- Gianluigi Gelmetti (1990–1992)
- Lawrence Foster (1980–1990)
- Lovro von Matačić (1972–1979)
- Igor Markevitch (1967–1972)
- Louis Frémaux (1956–1965)
- sem maestro principal 1947–1956
- Henri Tomasi (1946–1947)
- sem maestro principal 1933–1947
- Paul Paray (1928–1933)